# Shwe yin aye
Shwe yin aye (tiếng Miến Điện: ရွှေရင်အေး; phát âm [ʃwèjɪ̀ɴʔé]) là một món tráng miệng truyền thống của người Myanmar thường gắn liền với tết té nước năm mới Thingyan.
Món này thường được người Myanmar ăn lạnh, thành phần chính bao gồm gạo nếp ngọt, trân châu sago, sợi thạch dứa (bánh lọt xanh), và những viên kyaukkyaw, thạch dừa, và một lát bánh mì trắng ngâm trong hỗn hợp nước cốt dừa có đường.